# Liga Feto Timor de 2020
A Liga Feto Timor de 2020 foi a 2ª edição oficial do Campeonato Timorense de Futebol Feminino. Foi organizada pela Federação de Futebol de Timor-Leste e contou com 11 times participantes.
A primeira partida da temporada foi realizada em junho de 2020, devido à pandemia de COVID-19. Os jogos foram todos realizados no Estádio Municipal de Díli.

## Sistema de Disputa
Os 11 times jogam entre si em turno e returno. A equipe campeã será aquela que somar mais pontos ao final do cronograma de partidas.

### Critérios de desempate
Ocorrendo igualdade em pontos ganhos entre 2 (dois) ou mais clubes aplicam-se, sucessivamente, os seguintes critérios técnicos de desempate:
- a) resultados dos confrontos diretos
- b) maior saldo de gols
- c) maior número de gols marcados

## Equipes Participantes
| Time                    | Município |
| ----------------------- | --------- |
| Baucau FC               | Baucau    |
| F.C. Académica          | Díli      |
| F.C. Buibere            | Díli      |
| Maranatha FC            | Díli      |
| Maudoko FC              | Baucau    |
| Nain Feto FC            | Díli      |
| S'Amuser FC             | Díli      |
| São José FC             | Díli      |
| Sport Laulara e Benfica | Aileu     |
| Unital FC               | Díli      |
| VDL FC                  | Baucau    |

## Classificação
| #  | Equipa       | J  | V | E | D | GP | GC  | SG  | Pts | Classificação                      |
| -- | ------------ | -- | - | - | - | -- | --- | --- | --- | ---------------------------------- |
| 1  | Buibere (C)  | 10 | 8 | 2 | 0 | 78 | 3   | +75 | 26  | Campeã e classificada p/ Taça Rosa |
| 2  | Maranatha FC | 10 | 8 | 1 | 1 | 92 | 5   | +87 | 25  | Classificadas p/ Taça Rosa de 2020 |
| 3  | S'Amuser FC  | 10 | 8 | 1 | 1 | 74 | 7   | +67 | 25  | Classificadas p/ Taça Rosa de 2020 |
| 4  | SL Benfica   | 10 | 7 | 2 | 1 | 77 | 3   | +74 | 23  | Classificadas p/ Taça Rosa de 2020 |
| 5  | Académica    | 10 | 6 | 0 | 4 | 30 | 13  | +17 | 18  | Eliminadas                         |
| 6  | VDL FC       | 10 | 5 | 0 | 5 | 40 | 34  | +6  | 15  | Eliminadas                         |
| 7  | Baucau FC    | 10 | 4 | 0 | 6 | 17 | 34  | −17 | 12  | Eliminadas                         |
| 8  | Nain Feto    | 10 | 3 | 0 | 7 | 6  | 59  | −53 | 9   | Eliminadas                         |
| 9  | São José FC  | 10 | 1 | 1 | 8 | 6  | 100 | −94 | 4   | Eliminadas                         |
| 10 | Maudoko      | 10 | 1 | 0 | 9 | 4  | 89  | −85 | 3   | Eliminadas                         |
| 11 | Unital FC    | 10 | 0 | 1 | 9 | 5  | 82  | −77 | 1   | Eliminadas                         |

Última atualização em 19 de dezembro de 2020
Fonte: [carece de fontes?]
Regras para classificação: 1º pontos; 2º saldo de gols; 3º gols pró.
(C) = Campeão; (R) = Rebaixado; (P) = Promovido; (O) = Vencedor do play-off; (A) = Classificado para a próxima fase. 
Somente aplicável se a temporada não tiver terminado: 
(Q) = Classificado para a fase do torneio indicada; (TQ) = Classificado para o torneio, mas não para a fase indicada; (DQ) = Desclassificado do torneio.

## Premiação
| Campeonato Timorense de Futebol Feminino de 2020 |
| Timor-Leste                                      |
| ------------------------------------------------ |
| F.C. Buibere Campeã (1º título)                  |

## Ligações Externas
- FFTL - Página oficial no Facebook